# Зайн аль-Абідін Алі
Зайн аль-Абідін Алі (д/н — після 1393) — 4-й володар держави Музаффаридів у 1384—1387 роках. Повне ім'я Муджахид ад-Дін Зайн аль-Абідін Алі.

## Життєпис

### Молоді роки
Один з молодших синів Шах Шуджи. Про молоді роки обмаль відомостей. Відомо, що 1375 року батько планував влаштувати його шлюб з сестрою джалаїрського султана Хусейна I, але останній відмовився.
1376 року було призначено намісником Ісфагану, де виявив себе гарним адміністратором, заслуживши підтримку населення. 1380 року повертається до Ширазу. 1383 року після страти за наказом Шах Шуджи свого сина — спадкоємця трону Султан-Шеблі — Зайн аль-Абідін став новим спадкоємцем.

### Панування
1384 року після смерті батька отримав владу в державі. Невдовзі стикнувся з повстанням стриєчного брата Шах Ях'ї. правителя Єзду, що зайняв Ісфаган, а також Султан-Баязида, еміра Султаніє та Казвіна. Проте через неузгодженість ворогів більш дипломатією, аніж силою зумів зайняти спочатку Ісфаган, де поставив намісником свого вуйка Музаффара-і-Каші, а потім змусити Султан-Баязида тікати до Малого Лурестану. Новий правитель Казвіну — Ахмад ібн Увайс — визнав зверхність Зайн аль-Абідіна.
Поступово погіршувалася зовнішня ситуація. У 1382—1383 роках чагатайський емір Тимур остаточно підкорив Герат, Себзевар, Астрабад і Мазандеран. 1385 року вдерся до Тебризу і Аррану. 1387 року цей супротивник виступив проти Музаффаридів. Зайн аль-Абідін нет наважився чинити опрі, тому вирішив сховатися в Багдаді. На шляху до нього в м. Шуштар (Хузістан) був зненацька схоплений стриєчним братом Шах Мансуром. В цей час Шах Ях'я зайняв Шираз і увесь Фарс.

### Подальше життя
1389 року Зайн аль-Абідін зумів втекти до Ісфагану, де став володарювати. 1391 року спільно з Шах Ях'єю, якого на той час Шах Мансур вигнав з Ширазу, та Султан Ахмадом, правителем Керману, виступив проти Шах Мансура. Але через зраду Шах Ях'ї, що вчасно не з'єднався з союзниками в битві біля Фасі Зайн аль-Абідін та Султан Ахмад зазнали поразки. Невдовзі Зайн аль-Абідін втік до Рею, де був схоплений місцевим еміром Мусою Джокаром, що видав того Шах Мансуру. Останній наказав осліпити зайн аль-Абідіна.
Перебував під вартою в Ширазі до 1393 року, коли містом було захоплено Тимуром. За цим разом з єдиним сином Султан Мутасімом відправлений до Самарканду. Помер тут до 1405 року.